# Círculo de habitación talayótico

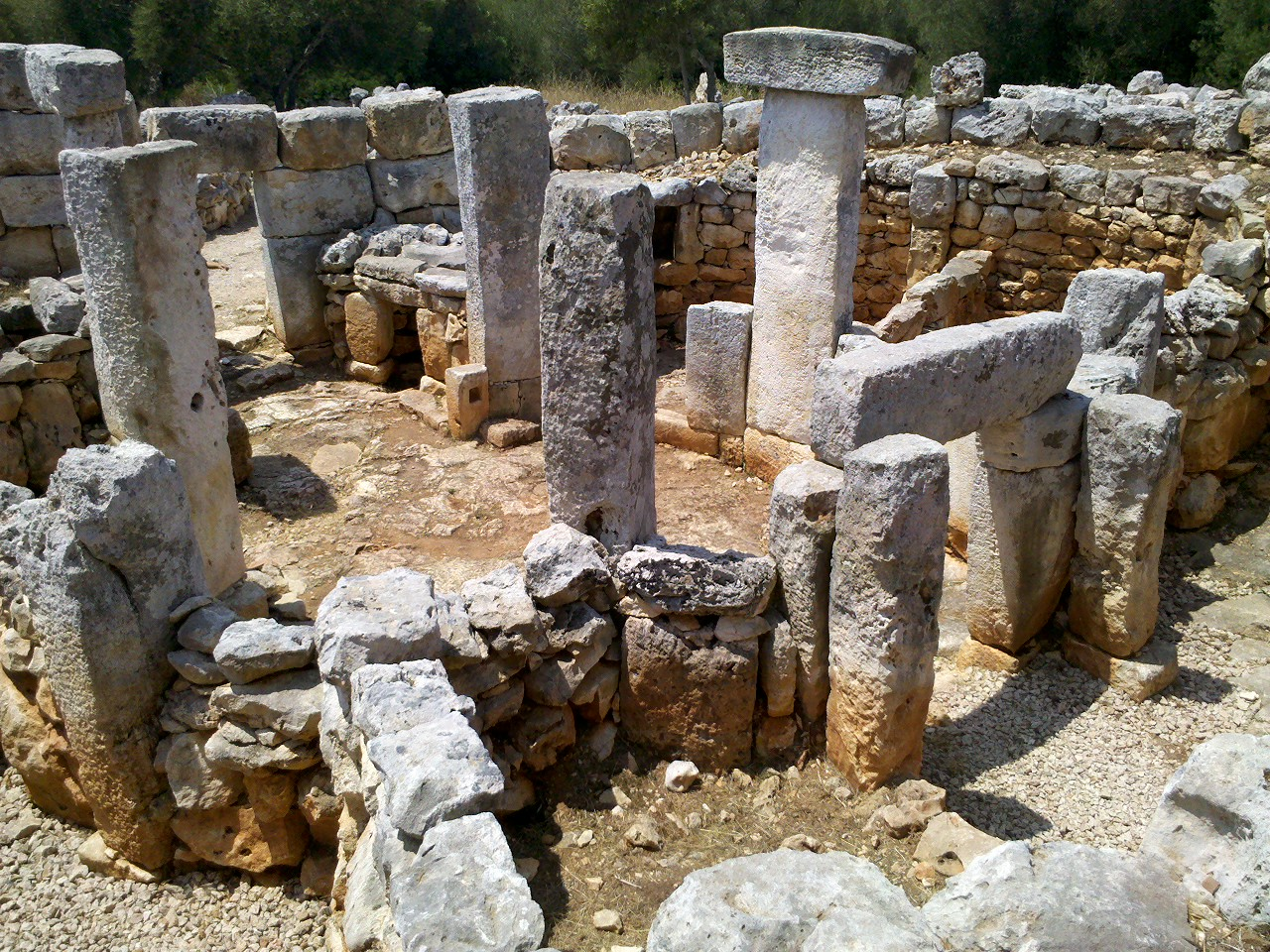
Vista del interior del Círculo Cartailhac de Torre d'en Galmés (Alayor, Menorca).

El círculo de habitación talayótico es el tipo de vivienda característica del Talayótico final y exclusivo de Menorca, que se documentan a partir del 600-500 a. C. (segunda Edad del Hierro). Es la estructura más excavada y documentada de la prehistoria menorquina. Su nombre proviene de su planta circular y lo utilizó por primera vez Maria Lluïsa Serra Belabre.

## Historia de las investigaciones
A. Vives Escudero y F. Hernández Sanz excavaron los primeros círculos talayóticos en 1916. Los resultados de esta intervención nunca fueron publicados pero J. Hernández Mora (hijo de F. Hernández Sanz) señaló posteriormente (1943), que las estructuras excavadas por su padre podían corresponder a casas de época Talayótica. Ya en la década de los años 60 del siglo XX, Maria Lluisa Serra excavó en los yacimientos de Torelló y Sant Vicents d'Alcaidus, en ellos descubrió toda una serie de estructuras que describió y señaló como casas, a las cuales dio el nombre de círculos. A inicios del siglo XXI un equipo de Amics del Museu de Menorca ha estado excavando algunas de estas estructuras en Torre d'en Galmés.

## Estructura y características
Esta construcción de tipología ciclópea se caracteriza por su planta circular - a pesar de que algunas pueden tener una forma más cuadrangular - y los muros de doble paramento de su perímetro. Estos muros son, generalmente diferentes por cada cara; en el exterior, una primera hilada de piedras planas se asienta sobre la roca madre formando un zócalo sobre el cual se coloca una segunda hilada de grandes losas verticales y a continuación hiladas de piedras más pequeñas hasta el techo. En la cara interna, el muro está construido con piedras de medidas medianas formando líneas horizontales. Entre medio de este muro hay toda una serie de pilares que junto con los que se encuentran situados alrededor del patio podrían formar parte de la cubierta de los aposentos.  

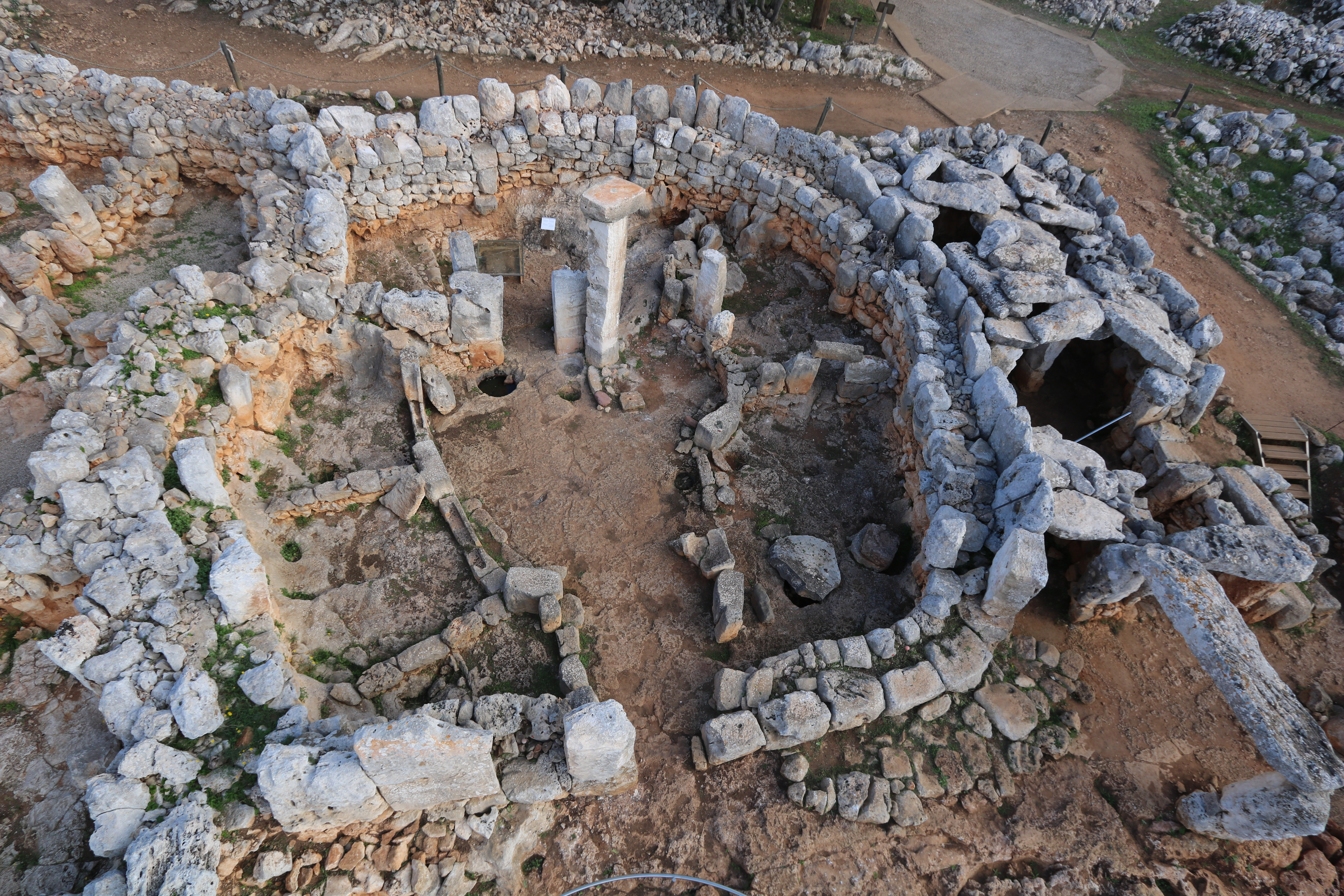
Imagen aérea del Círculo 6 de Torre d'en Galmés (Alayor, Menorca) donde se puede observar la distribución interior de los espacios

La distribución espacial del hábitat se establece a partir de un patio central descubierto delimitado por cinco pilares. En este patio se documenta un espacio circular, dedicado a la cocina, y en algunos casos un pequeño silo seguramente destinada a la captación de agua.  
La entrada en la casa se realiza a través de un corredor que da acceso al patio, en este interpás, generalmente se localizan dos pequeños aposentos de función indeterminada. Una vez en el interior del patio, al norte se encuentra la habitación más grande a la que se accede por una puerta adintelada, según parece se trata de la habitación de descanso de los habitantes. Se documenta una estructura más elevada, un nivel de tierra apisonada a diferencia del resto de aposentos y en algunos círculos se ha documentado una especie de brasero.

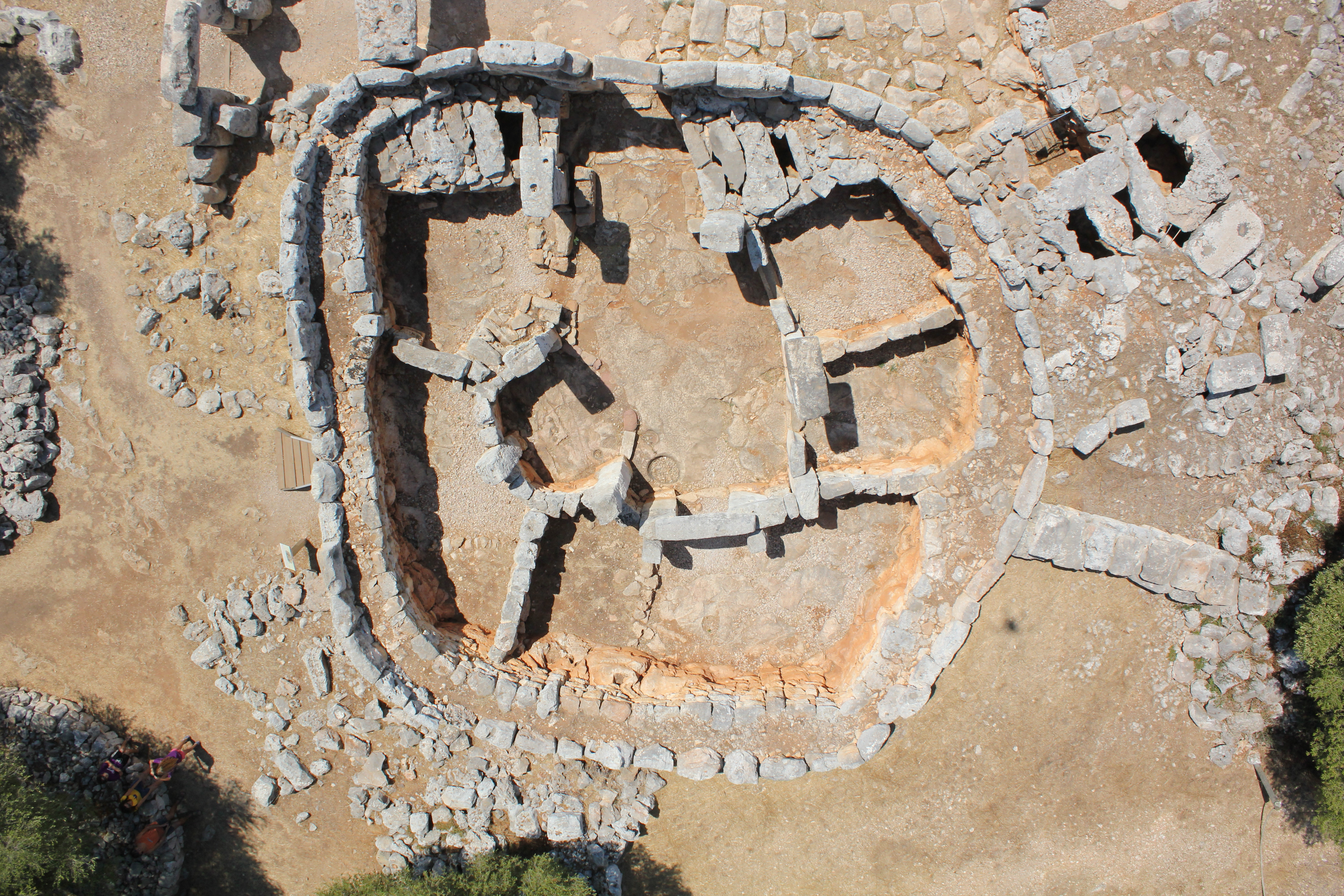
Fotografía aérea del Círculo Carthailac de Torre d'en Galmés (Alayor, Menorca) donde se puede observar la estructura de los círculos de habitación

Al oeste, generalmente siempre hay dos aposentos que podrían servir para el almacenamiento de diferentes materiales o la producción de materiales. La zona este es la que presenta una morfología más variada dentro del registro arqueológico, pero en general presenta dos habitaciones contiguas.

El techo de la casa seguramente estaba formado por un entramado de vigas de madera que se apoyarían sobre los diversos pilares y por encima habría una cubierta de arcilla y piedras y una capa vegetal.

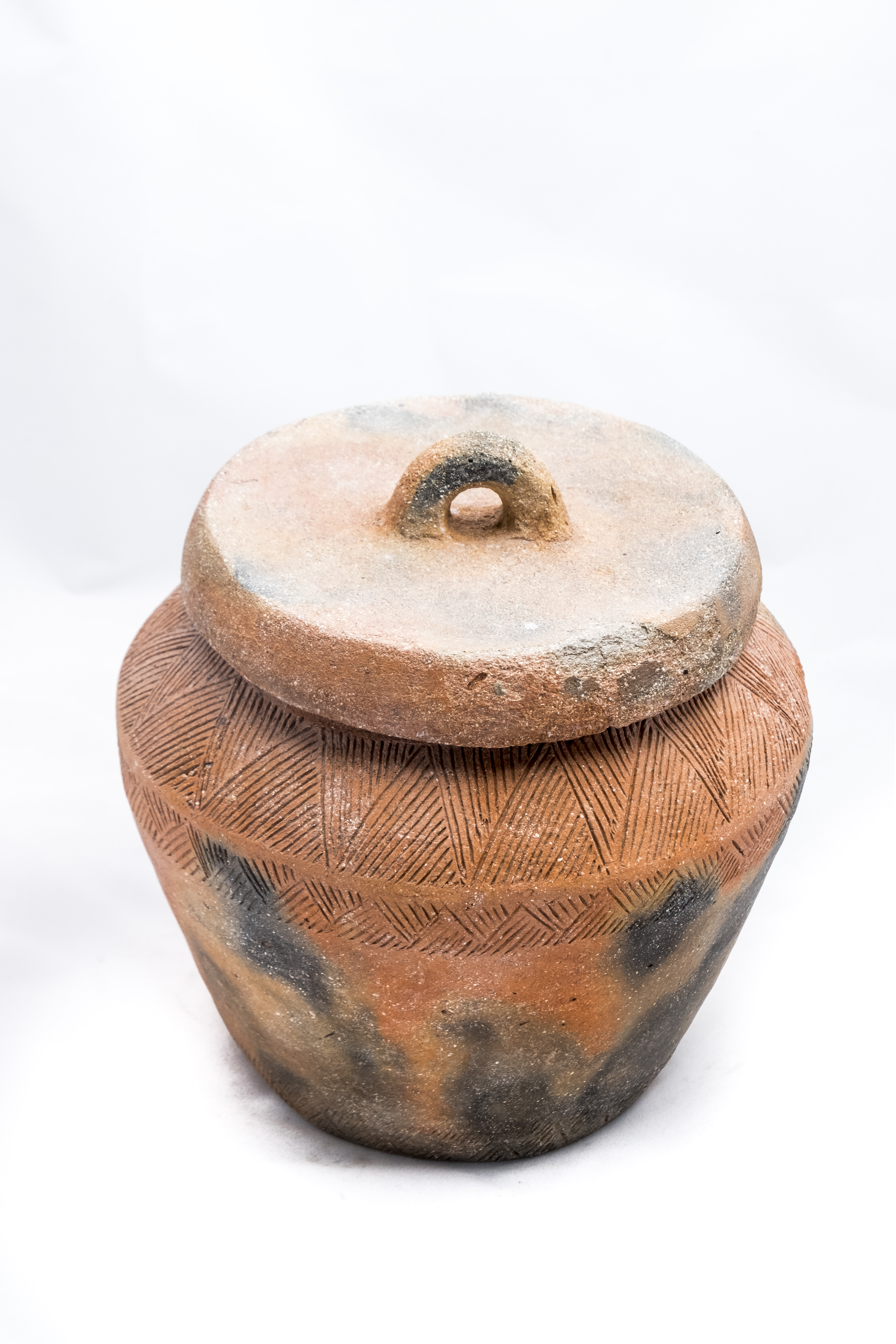
Vaso troncocónico con tapadera de uso doméstico hallado en el Círculo 7 de Torre d'en Galmés (Alaior, Menorca). Museo de Menorca

## El patio
A raíz de los trabajos arqueológicos de los últimos años se ha descubierto que las unidades domésticas talayóticas estaban formadas por el círculo y por un patio donde se llevaban a cabo diferentes actividades. Tres son los patios excavados actualmente en Torre d'en Galmés, y lo que sorprende es su variada morfología, a diferencia de los círculos no parece que sigan un modelo estandarizado en cuanto a su arquitectura.
Por lo que se puede observar se trata de un gran espacio descubierto en el que se sitúan algunos aposentos que podrían estar 
destinados a la producción y procesado de alimentos, al almacenamiento, al cobijo del ganado, etc. También se detecta la presencia dentro de estas áreas, de lo que se denomina sala hipóstila, cuartos adosados generalmente a las casas, que a pesar de no tener una funcionalidad clara parece que se destinarían al almacenamiento.